# Matching Mole
I Matching Mole sono stati un gruppo inglese di rock progressivo fondato da Robert Wyatt verso la fine di ottobre del 1971, dopo la sua partenza dai Soft Machine, e costituiscono una delle cult band della scena di Canterbury.
Il nome del gruppo è un'omofonia dell'espressione francese Machine Molle (macchina molle), la traduzione letterale di Soft Machine, che era originariamente il titolo di un libro dello scrittore beat William S. Burroughs.

## Storia del gruppo

### Premesse
Lo stile musicale riprende solo in parte quello dei Soft Machine, sia per la diversa composizione dell'organico (introduzione della chitarra elettrica, assenza del sax), che per la differente impostazione data da Wyatt, uscito dai Soft quando questi si erano indirizzati su una fusion austera ed impersonale. Le scelte musicali di Mike Ratledge, diventato il leader del gruppo, non lasciavano inoltre spazio ai vocalizzi ed alla fantasia espressiva di Wyatt, che con i Matching Mole prosegue sulla strada della sperimentazione intrapresa nel 1970 con il primo lavoro da solista, The End of an Ear. In un'intervista, Wyatt avrebbe inoltre affermato che con gli altri componenti dei Matching Mole poteva parlare e confrontarsi, alludendo alla mancanza di dialogo nei Soft Machine.
Anche il sound dei Matching Mole sarà contraddistinto dalle contaminazioni della fusion, ma lascerà grande spazio alla ricerca di nuove frontiere musicali ed alle capacità di improvvisazione degli artisti, permettendo a Wyatt di esprimere al meglio il suo talento vocale. Nei pochi album prodotti dalla band si trovano alcune delle particolarità che caratterizzeranno la sua carriera solista, come alcune trovate armoniche e gli originali vocalizzi.
Wyatt invita l'ex-membro dei Caravan Dave Sinclair ad unirsi al gruppo, dopo che questi aveva collaborato nel suo album d'esordio; i due erano anche stati membri dei Wilde Flowers, la band progenitrice della musica di Canterbury. Phil Miller aveva suonato con i Delivery dell'amico di Wyatt Pip Pyle. Bill MacCormick era dai tempi dei Wilde Flowers amico ed ammiratore di Wyatt, e lo aveva di recente impressionato durante un concerto della sua band, i Quiet Sun.

### Il primo album
La formazione dell'album d'esordio, l'eponimo Matching Mole pubblicato dalla CBS nella primavera del 1972, vede Wyatt alla batteria, voce, mellotron e pianoforte, Sinclair alle tastiere, Miller alla chitarra e MacCormick al basso. Compare inoltre come ospite al piano elettrico Dave MacRae dei Nucleus, per i quali Wyatt aveva fatto un provino.
Il brano più celebre dei Matching Mole è quello che apre il primo disco, la struggente ballata O Caroline, a firma Wyatt/Sinclair, una canzone d'amore che l'ex Soft Machine dedica all'amica artista ed attivista politica Caroline Coon, con la quale aveva avuto una relazione dopo il divorzio dalla prima moglie. È un pezzo suggestivo, anche grazie ai contrappunti del piano di Sinclair, e rappresenta uno dei brani più caratteristici del suono di Canterbury. A parte questa canzone melodica, il resto delle tracce, tutte di Wyatt ad eccezione di Part of the Dance di Miller, sono caratterizzate da un alto livello di sperimentazione e da frequenti improvvisazioni.
A fine febbraio del 1972, poco prima della fine delle registrazioni iniziate a fine dicembre e due settimane dopo l'ingresso di MacRae, Sinclair lascia la band a soli quattro mesi dalla fondazione, trovandosi a disagio con le eccessive improvvisazioni, ed il suo posto viene preso in pianta stabile dallo stesso MacRae. La band continua l'attività con un solo tastierista.
Dopo l'uscita del disco , nel 1972 i Matching Mole compiono diverse tournée, tra cui una con John Mayall ed una con i Soft Machine, che riscuotono un successo limitato nel Regno Unito ma che sono dei trionfi nel resto d'Europa. Diversi concerti fanno segnare il tutto esaurito, anche in grandi teatri come il celebre Olympia di Parigi ed il Doelen di Rotterdam, e le vendite dei dischi sono confortanti.

### Il secondo album
Il secondo album, Little Red Record, viene pubblicato nel 1972 ed è impreziosito dalle prestigiose collaborazioni di Brian Eno, al sintetizzatore nel brano Gloria Gloom, e di Robert Fripp, il chitarrista dei King Crimson, che compare solo in veste di produttore. La musica, che si ispira e raffina ulteriormente quella del precedente lavoro, viene composta da tutti i membri della band, una democratica decisione di Wyatt per non ripetere la monocorde esperienza vissuta nei Soft Machine.
L'energia innovativa aumenta di pari passo con la ricerca, il sound si avvicina ulteriormente alla fusion grazie all'apporto di MacRae, che compone la maggior parte dei brani, mentre i testi sono scritti da Wyatt, concentrato sul ruolo di batterista e soprattutto sulla ricerca vocale. Il critico Piero Scaruffi ha sostenuto che l'alternarsi di misteriosi bisbiglii, ironici falsetti, malinconiche cantilene ed echi che sfumano contribuiscono a fare di Little Red Record una delizia per gli appassionati di rock sperimentale. Tra i brani migliori vi sono Gloria Gloom, aperta dal sintetizzatore di Eno e sviluppata dal graffiante testo di Wyatt, la strumentale Smoke Signal, i cui cambi di ritmo spaziano tra il jazz, lo space rock e l'avanguardia in un mosaico di riflessi, e la classica God Song, altro testo aggressivo cantato da Robert.
Il crescente impegno politico di Robert Wyatt, che culminerà nell'adesione al Partito Comunista di Gran Bretagna negli anni ottanta, si riflette nel titolo, traduzione di dischetto rosso e palese omaggio al libretto rosso di Mao Tse-tung, nei testi e nella copertina dell'album, dove i componenti della band sono raffigurati come dei guerriglieri armati.

### Scioglimento
Nell'autunno del 1972 i Matching Mole si sciolgono. In seguito Wyatt avrebbe dichiarato che non si sentiva tagliato per fare il leader di una band, e che inoltre si erano presentati problemi con l'abuso di alcolici e di organizzazione che non ha saputo risolvere. Dopo due mesi a Venezia passati a comporre nuovo materiale, Wyatt torna in patria ed in primavera rifonda il gruppo rivoluzionandone la formazione, oltre a McCormick al basso, vi sono Gary Windo al sassofono e Francis Monkman alle tastiere.
Quando i lavori per registrare il nuovo album sono a buon punto, il 1º giugno 1973, durante la festa di compleanno di Gilli Smyth, Wyatt cade da una finestra del terzo piano di un palazzo, rimanendo paralizzato dalla vita in giù. In seguito all'incidente è costretto su una sedia a rotelle e, non potendo più garantire la sua presenza ai concerti, abbandona il progetto Matching Mole. I brani che dovevano far parte del terzo album del gruppo verranno utilizzati per il suo secondo lavoro solista, l'apprezzato Rock Bottom del 1974.

### Sviluppi successivi
Dopo lo scioglimento definitivo della band, Wyatt riprende la carriera solista, Miller è uno dei fondatori degli Hatfield and the North, altro importante gruppo della scena di Canterbury, MacRae torna nei Nucleus e MacCormick alterna le collaborazioni con Phil Manzanera all'impegno politico, diventando un attivista del Liberal Party. In precedenza Sinclair aveva cominciato una lunga serie di collaborazioni con diversi artisti, interrotte spesso per tornare occasionalmente nei Caravan.
Nel 1994, la Windsong pubblica il CD BBC Radio 1 Live In Concert, registrato dal vivo nel 1972 al Paris Theater di Londra per conto della BBC Radio, mentre tra il 2001 ed il 2002 la Cuneiform Records pubblica su CD le raccolte Smoke Signals, session registrate alla radio, e March, brani registrati durante un concerto dal vivo ad Amsterdam nel marzo del 1972. Gli album in studio sono tuttora in commercio editi da Sony Music e CBS il primo, e da CBS e Columbia Little Red Record.

## Discografia
- 1972 - Matching Mole (CBS 64850)
- 1972 - Little Red Record, (CBS 65260)
- 1995 - BBC Radio 1 Live in Concert, (live del 1972) (Windsong International Records Win CD 063)
- 2001 - Smoke Signals, (live del 1972) (Cuneiform Records Rune150)
- 2002 - March, (live del 1972) (Cuneiform Records Rune13576)

## Filmografia
- 2015 – Romantic Warriors III: Canterbury Tales